# Eustrotia ghanae
Eustrotia ghanae är en fjärilsart som beskrevs av Edward P. Wiltshire 1980. Eustrotia ghanae ingår i släktet Eustrotia och familjen nattflyn. Inga underarter finns listade i Catalogue of Life.